# جلی
جلی (به انگلیسی: geli) ابزاری برای رمزنگاری دیسک سخت است که برای سیستم‌عامل فری‌بی‌اس‌دی نوشته شده‌است و اولین بار در نسخه ۶٫۰ این سیستم‌عامل معرفی شد. geli عملیات رمزنگاری را در سطح سکتورهای هارددیسک انجام می‌دهد. geli برای رمزنگاری دیسک سخت از دو کلید تحت عنوان کلید اولیه و کلید ثانویه استفاده می‌کند. کلید اولیه مستقیماً در دیسک سخت ذخیره می‌شود و تمامی اطلاعات از طریق این کلید رمزنگاری شده و ذخیره می‌شوند. کلید ثانویه می‌تواند در هر جایی ذخیره شود و از آن برای رمزنگاری کلید اولیه استفاده می‌شود. جلی از الگوریتم‌های رمزنگاری مختلفی پشتیبانی می‌کند و به همین دلیل قدرت و انعطاف بیشتری نسبت به دیگر ابزار رمزنگاری GDBE دارد. همچنین از سرعت بیشتری نسبت به GDBE برخوردار است. geli توسط Pawel Jakub Dawidek نوشته شده‌است.